# Karel Antonín z Harrachu
Karel Antonín Václav hrabě z Harrachu (německy Karl / Carl Anton Dominik Franz Eusebius Wenzel Graf Harrach zu Rohrau; 4. srpna 1692 – 21. března 1758) byl rakouský šlechtic, politik a dvořan. Od mládí působil ve správě Dolního Rakouska, kde vlastnil statky, později zastával funkce u císařského dvora ve Vídni, v letech 1746–1758 byl císařským nejvyšším lovčím.

## Život

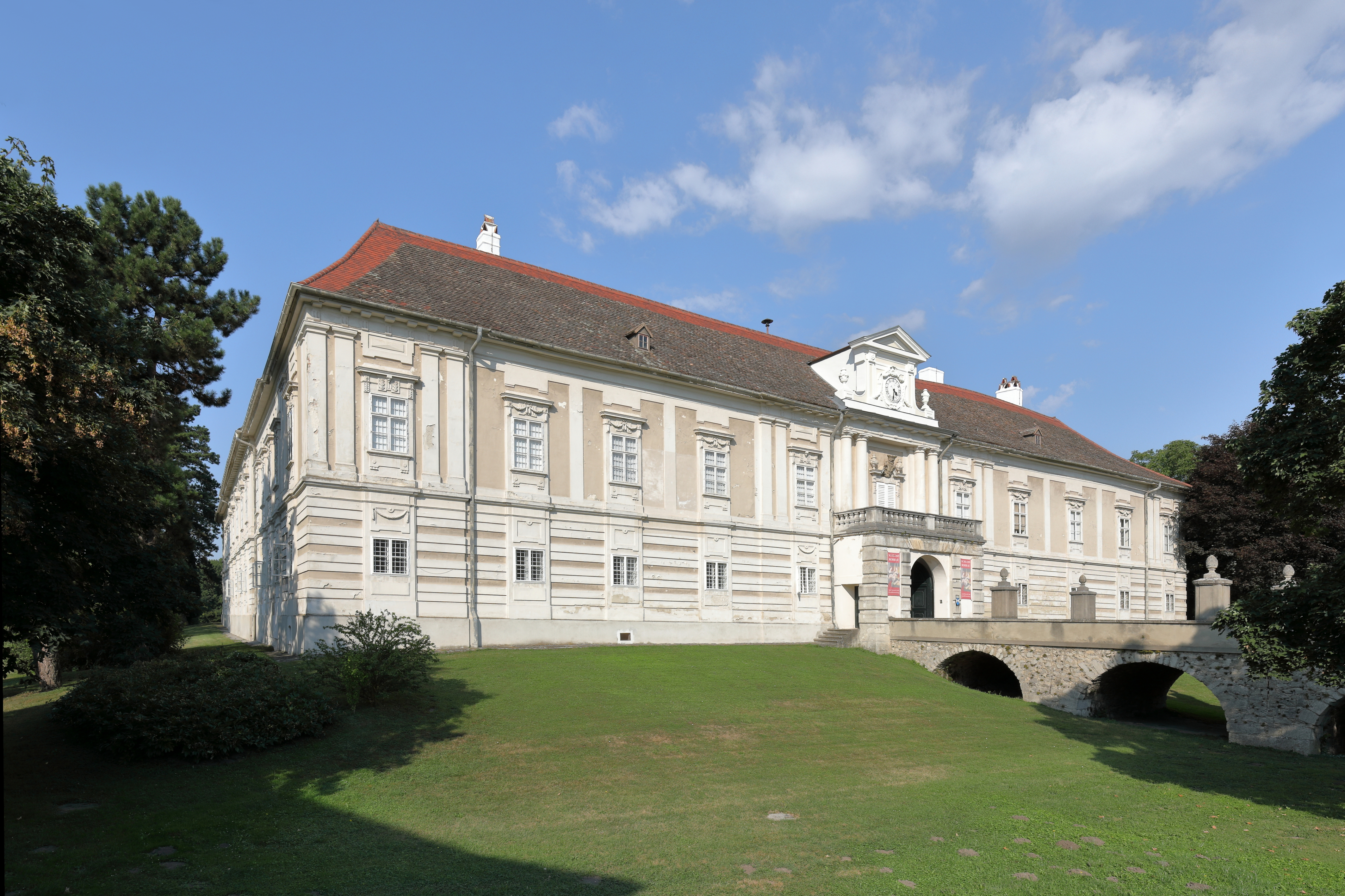
Zámek Rohrau, hlavní sídlo rakouské linie Harrachů

Pocházel ze šlechtického rodu Harrachů, patřil k rakouské linii sídlící na zámku Rohrau v Dolních Rakousích. Narodil se jako nejstarší ze třinácti potomků hraběte Arnošta Antonína z Harrachu (1665–1718) a jeho první manželky Marie Konstancie z Herbersteinu (1670–1694). 
Od mládí byl císařským komorníkem a působil ve správě Dolních Rakous, kde v letech 1733–1739 předsedal zemskému sněmu jako zastupující zemský maršálek. Později zastával vysoké funkce u císařského dvora ve Vídni, kde byl nejvyšším sokolníkem (1744–1758) a nejvyšším lovčím (1746–1758). V roce 1746 byl jmenován tajným radou. Aniž by existovaly záznamy o jeho službě v armádě, v roce 1742 získal hodnost polního podmaršála.

### Manželství a potomstvo
Jeho manželkou se stala 25. dubna 1719 hraběnka Marie Kateřina Alžběta z Buquoy (1702–1768), dcera hofmistra Karla Kajetána z Buquoy (1703–1750) a jeho manželky Filipiny Eusebie Pálffyové z Erdődu (1681–1732). Z jejich manželství pocházelo třináct dětí, synové Alois Arnošt (1728–1800) a Ferdinand Jan (1740–1796) dosáhli vysokých hodností v armádě.

### Děti
- 1. František Antonín (13. 1. 1720 Vídeň – 15. 9. 1768)
  - ⚭ (1763) Marie Antonie z Falkenhaynu (27. 1. 1738 – 13. 4. 1809)
- 2. Marie Renata (8. 3. 1721 Vídeň – 14. 5. 1788 Varese)
  - ⚭ I. (1737) Antonio Maria Melzi (6. 3. 1672 – 15. 3. 1748)
  - ⚭ II. (po 1768) František III. d'Este (2. 7. 1698 Modena – 22. 2. 1780 Varese), vévoda z Modeny a Reggia
- 3. Arnošt Jan (8. 8. 1722 Vídeň – 9. 2. 1723 Vídeň)
- 4. Marie Josefa (9. 2. 1724 – 8. 4. 1777)
  - ⚭ (1741) hrabě Adam Antonín Grundemann z Falkenbergu (1718 – 13. 10. 1778)
- 5. Marie Anna (28. 2. 1725 – 30. 9. 1790 Vídeň)
  - ⚭ (1750) hrabě Václav Heřman ze Sinzendorfu (19. 2. 1724 – 25. 5. 1773 Ernstbrunn)
- 6. Marie Františka (4. 10. 1726 – 9. 9. 1764), svobodná a bezdětná
- 7. Alois Arnošt (21. 6. 1728 Vídeň – 19. 6. 1800 Baden), c. k. komoří a tajný rada, polní podmaršálek, zemským komtur řádu německých rytířů pro rakouské země (1787–1800), svobodný a bezdětný
- 8. Jan Nepomuk (16. 5. 1730 – 18. 6. 1760), svobodný a bezdětný
- 9. Wilibald František (*/† 1731)
- 10. Marie Antonie (*/† 1734)
- 11. Leopold Josef (9. 2. 1736 – 15. 11. 1759), padl v sedmileté válce, svobodný a bezdětný
- 12. František Jan (22. 7. 1737 – 17. 10. 1796)
- 13. Ferdinand Jan (11. 11. 1740 – 27. 9. 1796 Vídeň), polní podmaršálek